# Друштво за чување народног здравља
Друштво за чување народног здравља основано је 19. маја 1902. године на празник Цвети, у сали тадашње Велике школе у Београду. Циљ друштва био је да организује приватну иницијативу на раду за унапређење здравља и за подизање здравственог благостања. Друштво је основало неколико лекара и социјалних радника, са иновативном идејом да организују саме народне масе, чије здравље треба чувати, и да њих активирају и заинтересују за сарадњу у подизању здравља. Иницијатори за оснивање Друштва били су др Радивоје Вукадиновић, окружни лекар, др Владимир Поповић, санитетски мајор и др Слободан Рибникар, општински лекар, они су и др Јована Данића позвали да представља Друштво на оснивачкој конференцији, који је то радо прихватио.
Између значајних догађаја из историје наше медицине, подухват тројице лекара за оснивање Друштва зa чување народног здравља заузима једно од почасних места. Било је у то време и других иницијатива тадашњих лекара, који су у ограниченим могућностима земље притиснуте многим невољама, покушавали да решавају нека кључна питања у области здравствене заштите. У то време водила се расправа око оснивања Медицинског факултета у Београду и чињени први озбиљнији покушаји за изградњу неопходних капацитета за нормалније функционисање система здравствене заштите.
Главни иницијатор ове идеје био је доктор Радивоје Вукадиновић (1870–1920), који је још 1896. године, као општински лекар у Јагодини на полеђини својих рецепата штампао лекарске поруке о чувању здравља, који су били прилагођени лаицима и лако разумљиви и читљиви. Израдио је тада и зидни календар који је назвао Здравац с порукама о чувању здравља, посвећујући највише пажње нези и исхрани одојчета и малог детета, као једном од најтежих проблема. Године 1896. када се налазио на месту зајечарског физикуса он је у београдском дневном листу Нови дневни лист од 26. и 29. октобра, објавио свој проглас „Оснујмо друштво за чување народног здравља“. Др Вукадиновић биће и оснивач званичног часописа друштва и учествоваће и у оснивању листа Политика.
Делатност
Друштво је на самом почетку свог рада почело са оснивањем домаћичких школа и улаже пуно труда на просвећивању жена на селу. Већ 1906. године почиње излазити лист Здравље, који је био врло едукативан и користан и чији је први уредник био др Милан Јовановић Батут, а касније др Вукадиновић. У њему се расправљало о свим питањима здравствене политике, хигијене, социјално-медицинске акције и здравственог просвећивања.
После Балканских ратова и Првог светског рата, Друштво обнавља свој рад у доста измењеним околностима. Држава је у своје руке узела организацију хигијенске и социјално медицинске службе. Многа питања, о којима се у Друштву расправљало, добила су у Краљевини Југославији практична решења, оснивају се установе, окупљају стручњаци, који ће на њиховим решењима у народу радити. Такође, у ово време јавља се потреба на едуковању народа о овој области, чак више него раније, а тог посла се управо прихватило Друштво. Министарство народног здравља је такође много помагало у остварењу овог циља, тако је помогло и у обнови листа Здравље, који никад није излазио у толиком броју и био толико распрострањен као сада. Међутим, овај напредак је брзо прекинут и две године касније Друштво више неће имати никакве помоћи са стране и биће препуштено себи. Међутим, Друштво није одустајало од едукације становништва и наставило је својим радом да буде драгоцено корисно свом народу.
Када су се појавиле здравствене задруге Друштво је у њима такође видело значајног сарадника на раду за унапређење народног здравља. Друштво је годинама тражило сарадњу и са државном здравственом организацијом и са приватном иницијативом за подизање народног здравља, нарочито са здравственим задругама. Рад у том правцу донео је значајне резултате и много опште користи. Први успех у том тражењу сарадње био је споразум о заједничком раду са Савезом здравствених задруга. Обе организације су издавале своје листе, па је овом сарадњом дошло до спајања у један лист Здравље-Здравствени покрет, лист је постао један од најсадржајнијих и послужио је као изврсно средство за здравствено просвећивање. Такође, заједнички су одржавали предавања, пројекције филмова, организовали домаћичке школе и слично.
Један од великих успеха Друштва било је и организовање прве земаљске хигијенске изложбе, која је имала прворазредан значај. Она је утицала на стварање свести о значају хигијене код ширих слојева друштва, што је био један од услова за стварање бољих услова живота. Један од великих успеха било је и оснивање Летњиковца за слабуњаву децу на Кошутњаку.